# Notochloe microdon
Notochloe microdon är en gräsart som först beskrevs av George Bentham, och fick sitt nu gällande namn av Karel Domin. Notochloe microdon ingår i släktet Notochloe och familjen gräs. Inga underarter finns listade i Catalogue of Life.